# Tecoh (kommun)
Tecoh är en kommun i Mexiko.   Den ligger i delstaten Yucatán, i den östra delen av landet, 1 000 km öster om huvudstaden Mexico City.
Följande samhällen finns i Tecoh:
- Tecoh
- Chinkilá